# ویکرز نوع ۱۴۳
ویکرز نوع ۱۴۳ (به انگلیسی: Vickers Type 143) یک هواپیمای ساختِ کارخانهٔ ویکرز در کشور بریتانیا است. نخستین استفاده‌کنندهٔ این هواپیما بولیوی بوده‌است. این هواپیما برای نخستین بار در ۲۶ نوامبر ۱۹۲۹ میلادی مورد استفاده قرار گرفت.